# Lista de géneros da família Apiaceae
Lista de géneros da família Apiaceae.

## A

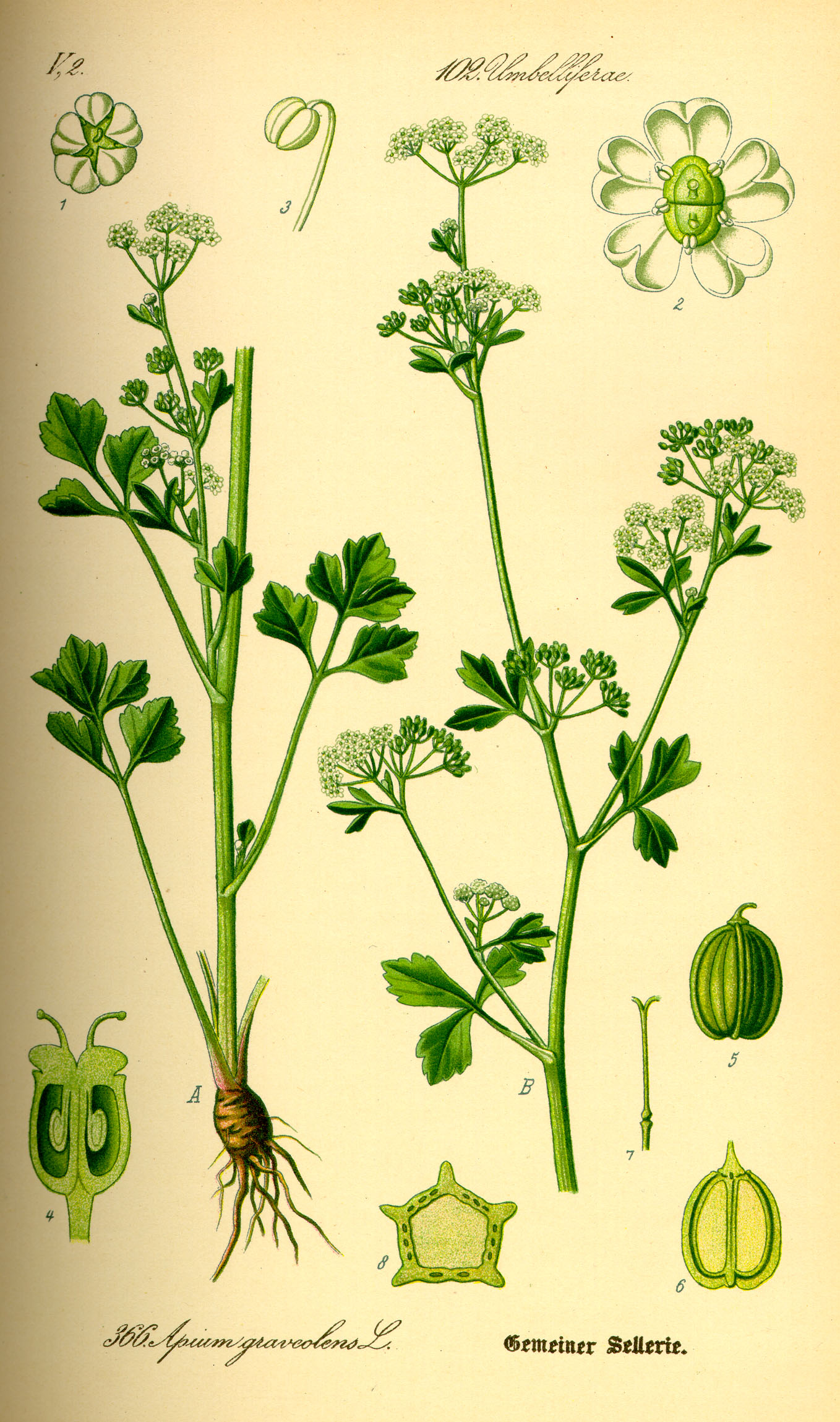
Apium graveolens

- Aciphylla
- Acronema
- Actinanthus
- Actinolema
- Actinotus
- Adenosciadium
- Aegokeras
- Aegopodium
- Aethusa
- Aframmi
- Afroligusticum
- Afrosciadium
- Afrosison
- Agasyllis
- Agrocharis
- Ainsworthia
- Alepidea
- Aletes
- Alococarpum
- Ammi
- Ammodaucus
- Ammoides
- Ammoselinum
- Andriana
- Anethum
- Angelica
- Anginon
- Angoseseli
- Anisopoda
- Anisosciadium
- Anisotome
- Annesorhiza
- × Anthrichaerophyllum
- Anthriscus
- Aphanopleura
- Apiastrum
- Apiopetalum
- Apium
- Apodicarpum
- Arafoe
- Arctopus
- Arcuatopterus
- Arracacia
- Artedia
- Asciadium
- Asteriscium
- Astomaea
- Astrantia
- Astrodaucus
- Astydamia
- Athamanta
- Aulacospermum
- Austropeucedanum
- Autumnalia
- Azilia
- Azorella

## B
- Berula
- Bifora
- Bilacunaria
- Billburttia
- Bolax
- Bonannia
- Bowlesia
- Brachyscias
- Bunium
- Bupleurum

## C
- Cachrys
- Calyptrosciadium
- Cannaboides
- Capnophyllum
- Carlesia
- Caropsis
- Carum
- Caucalis
- Cenolophium
- Centella
- Cephalopodum
- Chaerophyllopsis
- Chaerophyllum
- Chaetosciadium
- Chamaele
- Chamaesciadium
- Chamaesium
- Chamarea
- Changium
- Chlaenosciadium
- Choritaenia
- Chuanminshen
- Chymsydia
- Cicuta
- Cnidiocarpa
- Cnidium
- Coaxana
- Cogswellia
- Conioselinum
- Conium
- Conopodium
- Coriandrum
- Cortia
- Cortiella
- Cotopaxia
- Coulterophytum
- Cryptotaenia
- Cuminum
- Cyathoselinum
- Cyclorhiza
- Cyclospermum
- Cymbocarpum
- Cymopterus
- Cynosciadium

## D
- Dactylaea
- Dahliaphyllum
- Dasispermum
- Daucosma
- Daucus
- Demavendia
- Dethawia
- Deverra
- Dichosciadium
- Dickinsia
- Dicyclophora
- Dimorphosciadium
- Diplaspis
- Diplolophium
- Diplotaenia
- Diposis
- Dipterygia
- Discopleura
- Distichoselinum
- Domeykoa
- Donnellsmithia
- Dorema
- Dracosciadium
- Drusa
- Ducrosia
- Dumaniana
- Dystaenia

## E

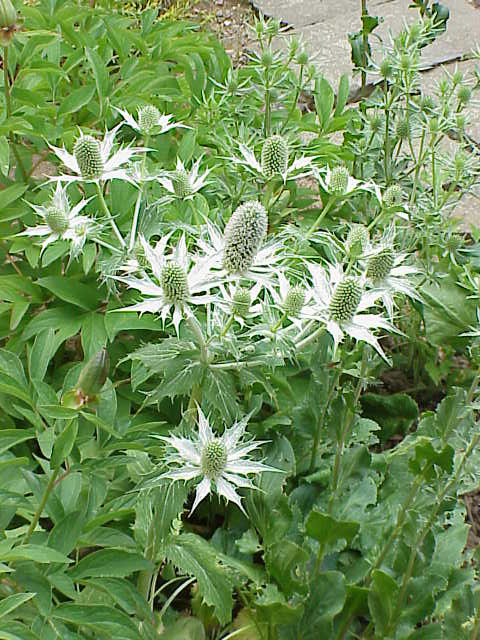
Eryngium giganteum

- Echinophora
- Ekimia
- Elaeoselinum
- Elaeosticta
- Eleutherospermum
- Enantiophylla
- Endressia
- Eremocharis
- Eremodaucus
- Ergocarpon
- Erigenia
- Eriosynaphe
- Eryngium
- Erythroselinum
- Eurytaenia
- Exoacantha
- Ezosciadium

## F
- Falcaria
- Fergania
- Ferula
- Ferulago
- Ferulopsis
- Foeniculum
- Frommia
- Froriepia
- Fuernrohria

## G
- Galagania
- Geocaryum
- Gingidia
- Glaucosciadium
- Glehnia
- Glia
- Glochidotheca
- Gongylosciadium
- Gongylotaxis
- Grafia
- Grammosciadium
- Guillonea
- Gymnophyton

## H
- Hacquetia
- Halosciastrum
- Hansenia
- Haplosciadium
- Haplosphaera
- Harbouria
- Harrysmithia
- Heptaptera
- Heracleum
- Hermas
- Heteromorpha
- Heteroptilis
- Hladnikia
- Hohenackeria
- Homalocarpus
- Huanaca
- Hyalolaena
- Hymenidium
- Hymenolyma

## I
- Indoschulzia
- Itasina

## J
- Johrenia

## K
- Kadenia
- Kafirnigania
- Kalakia
- Kamelinia
- Karnataka
- Keramocarpus
- Klotzschia
- Korovinia
- Korshinskia
- Korshinskya
- Krasnovia
- Krubera
- Kundmannia

## L

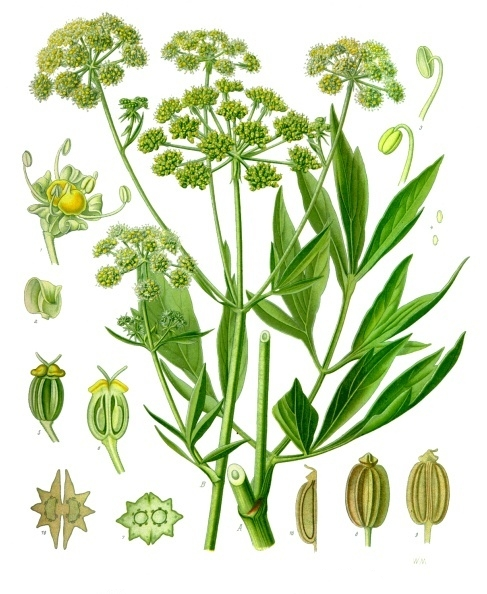
Levisticum

- Ladyginia
- Lagoecia
- Laretia
- Laser
- Laserpitium
- Lecokia
- Lefebvrea
- Leiotulus
- Leptotaenia
- Lereschia
- Leutea
- Levisticum
- Libanotis
- Lichtensteinia
- Ligusticopsis
- Ligusticum
- Lilaeopsis
- Limnosciadium
- Lipskya
- Lisaea
- Lithosciadium
- Lomatium
- Lomatocarpa
- Lomatopodium

## M
- Mackinlaya
- Magydaris
- Malabaila
- Mandenovia
- Margotia
- Marlothiella
- Mediasia
- Meeboldia
- Melanosciadium
- Melanoselinum
- Meum
- Micropleura
- Molopospermum
- Monizia
- Mulinum
- Museniopsis
- Musineon
- Mutellina
- Myrrhidendron
- Myrrhis
- Myrrhoides

## N
- Nanobubon
- Naufraga
- Neogoezia
- Neonelsonia
- Neoparrya
- Neopaulia
- Niphogeton
- Nothosmyrnium
- Notiosciadium
- Notobubon
- Notopterygium

## O
- Ochotia
- Oedibasis
- Oenanthe
- Oligocladus
- Olymposciadium
- Opopanax
- Oreocomopsis
- Oreomyrrhis
- Oreonana
- Oreoschimperella
- Oreoxis
- Orlaya
- Ormosolenia
- Orogenia
- Oschatzia
- Osmorhiza
- Ostericum
- Ottoa
- Oxypolis

## P

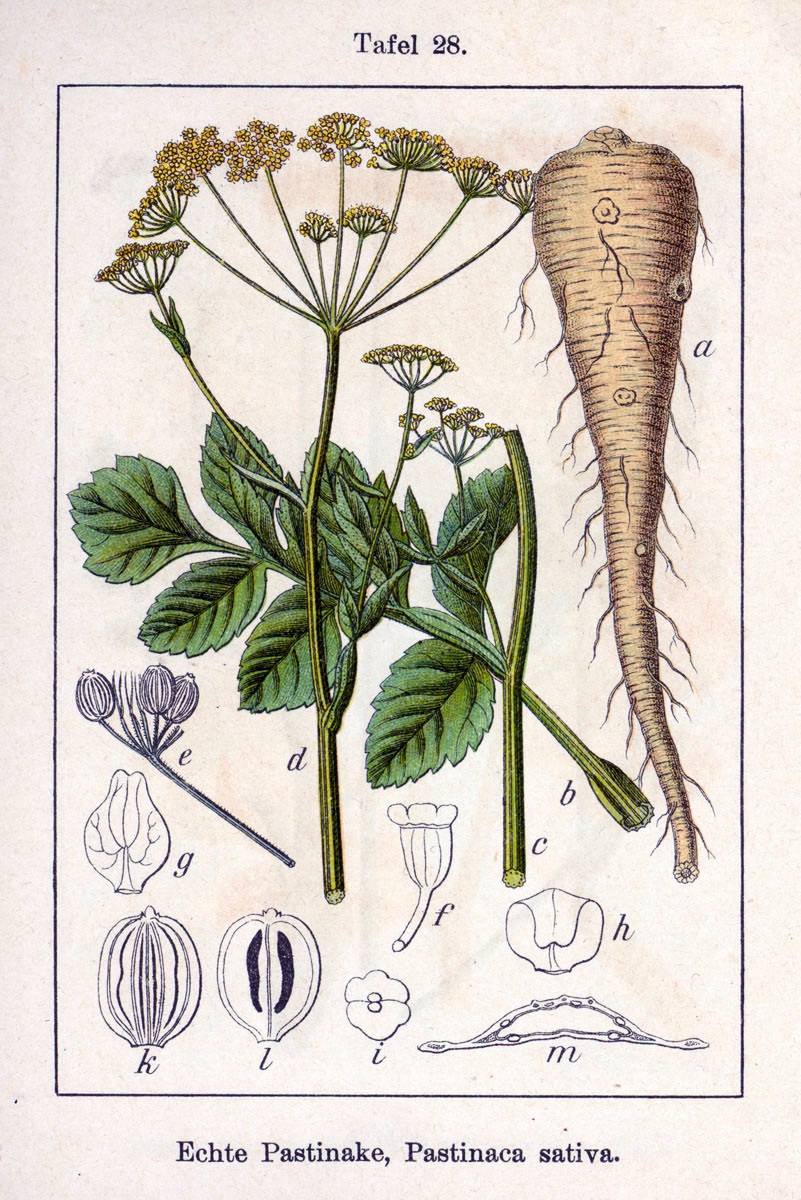
Pastinaca sativa

- Pachyctenium
- Pachypleurum
- Palimbia
- Paraselinum
- Parasilaus
- Pastinaca
- Paulia
- Pentapeltis
- Perideridia
- Perissocoeleum
- Petroselinum
- Peucedanum
- Phellolophium
- Phellopterus
- Phlojodicarpus
- Phlyctidocarpa
- Physospermopsis
- Physospermum
- Physotrichia
- Pilopleura
- Pimpinella
- Pinda
- Platysace
- Pleiotaenia
- Pleurospermopsis
- Pleurospermum
- Podistera
- Polemannia
- Polemanniopsis
- Polytaenia
- Portenschlagiella
- Postiella
- Pozoa
- Prangos
- Prionosciadium
- Psammogeton
- Pseudocannaboides
- Pseudocarum
- Pseudocymopterus
- Pseudopteryxia
- Pseudoreoxis
- Pseudorlaya
- Pseudoselinum
- Pseudotaenidia
- Pseudotrachydium
- Pternopetalum
- Pterygopleurum
- Pteryxia
- Ptilimnium
- Ptychotis
- Pycnocycla

## R
- Rhodosciadium
- Rhysopterus
- Rhyticarpus
- Ridolfia
- Rouya

## S
- Sajania
- Sanicula
- Saposhnikovia
- Scaligeria
- Scandia
- Scandix
- Schrenkia
- Schtschurowskia
- Schulzia
- Sclerosciadium
- Sclerotiaria
- Scrithacola
- Selinum
- Semenovia
- Seseli
- Seselopsis
- Shoshonea
- Silaum
- Sinocarum
- Sinolimprichtia
- Sison
- Sium
- Smyrniopsis
- Smyrnium
- Sonderina
- Soranthus
- Spananthe
- Spermolepis
- Sphaenolobium
- Sphaerosciadium
- Sphallerocarpus
- Sphenosciadium
- Stefanoffia
- Steganotaenia
- Stenocoelium
- Stenosemis
- Stenotaenia
- Stewartiella
- Stoibrax
- Synelcosciadium

## T
- Taenidia
- Talassia
- Tamamschjanella
- Tana
- Tauschia
- Thamnosciadium
- Thapsia
- Thaspium
- Thorella
- Thunbergiella
- Tiedemannia
- Tilingia
- Tinguarra
- Todaroa
- Tongoloa
- Tordyliopsis
- Tordylium
- Torilis
- Trachydium
- Trachysciadium
- Trachyspermum
- Trepocarpus
- Trigonosciadium
- Trinia
- Trochiscanthes
- Turgenia

## U
- Uldinia

## V
- Vanasushava
- Vicatia
- Vvedenskia

## W
- Washingtonia

## X
- Xanthosia
- Xatardia

## Y
- Yabea

## Z
- Zizia
- Zosima